# ビバリーグレンラボラトリーズ
ビバリー・グレン・ラボラトリーズ（Beverly Glen Laboratories）は、アメリカ合衆国カリフォルニア州に本社を置く、化粧品などの製造販売メーカーである。

## 歴史
ドラッグデリバリーシステム（DDS)の第一人者、ブライアン・ケラー博士が開発した独自のカプセル化技術を応用した化粧品を展開している。日本法人は2009年に設立され、東京・汐留に本社を置くほか、会員向けサロンや研究所も都内に保有している。
アメリカ本社は、1994年2月に化粧品の企画開発会社「J-Network, Inc」として創業した。2000年1月に「Beverly Glen Labolatories」を立ち上げ、2003年3月から日本向けに販売を開始。2004年にDDSを応用した化粧品の製品化に成功すると、2005年4月から新ブランド「ビーグレン」をスタート。日本市場をターゲットに2007年からネット通販を開始。美容成分を肌の深部へ確実に浸透させる独自の技術を強みに、さまざまな肌トラブルへの対応が期待できるサイエンス・コスメとして、着実に売り上げを伸ばしている。
2014年8月、日本の開発拠点として東京・港区に中央研究所を設立した。2015年1月には愛用者のための直営サロン「the Salon by b.glen」を、東京オフィス近くの汐留エリアにオープン。その後も、デンタル事業部の開設や「定期お届け」サービス開始など事業領域やサービスメニューの充実化を進めており、2017年にはアジアをメインターゲットとした海外事業をスタートしている。

## 沿革
1994年2月　化粧品の企画開発会社「J-Network, Inc」としてアメリカで創業
2000年　QuSome®配合商品企画開発のため、Biverly Glen Laboratories, Inc設立
2003年　日本向けに販売開始
2004年　DDSを応用した化粧品の製品化に成功
2005年　b.glenブランド製品を日本、米国にて販売開始
2007年　ネット通販開始
2009年　日本法人設立
2014年　日本品質にこだわり生産拠点をアメリカから日本に移す。東京・港区に中央研究所を設立
2015年　汐留に直営サロン「the Salon by b.glen」をオープン
2017年　香港で販売開始
2019年　フランス、シンガポール、中国で販売開始（2019年現在、世界33ヶ国で販売）

## 主なブランド
- ビーグレン（b.glen）

## ブランドの特色
b.glen（ビーグレン）はBiverly Glen Laboratories, Inc が販売するスキンケアブランド。
有用成分を超極小カプセルに包み込み、角層まで浸透させる浸透テクノロジー「QuSome®」と、13種類のアイテムをパーソナライズする肌悩みに特化したスキンケアプログラムで肌トラブルを解決へと導く。
世界トップクラスの品質を追求した結果、アメリカに本社を置く一方で生産拠点を日本に移転。アメリカの最先端テクノロジーを、Made in Japanの最高品質で提供している。
日本での利用者は1,700,000人以上、提供は世界33ヶ国にのぼる。

## 主な商品
スキンケア
- QuSomeナノオフ クレンジング
- クレイウォッシュ
- クレイローション
- QuSomeローション
- QuSomeリフト
- Cセラム
- QuSomeレチノA
- QuSomeホワイトエッセンス
- トータルリペア アイセラム
- QuSomeモイスチャーゲルクリーム
- QuSomeホワイトクリーム1.9
- QuSomeモイスチャーリッチクリーム
- ヌーディーヴェール
- ボディマッサージクリーム

オーラルケア
- デンタルクリーナー (18個入り)
- デンタル薬用ハミガキ

## 事業所（国内・海外）
- アメリカ、日本、フランス、中国、香港、シンガポール

## CSR
- ピンクリボン活動（https://www.bglen.net/tp/communication/15300.html）